# Daoulas (rivière des Côtes-d'Armor)
Le Daoulas est une rivière qui coule dans le département des Côtes-d'Armor, en Bretagne.

## Hydronymie
Daoulas vient du breton daou glaz, littéralement au confluent de « deux ruisseaux ».

## Géographie
Le Daoulas prend sa source au nord de Saint-Mayeux. Son cours, orienté nord-est sud-ouest, est long de 18,74 km. C'est un affluent de la rive gauche du Blavet dans lequel il se jette à l'est de Gouarec. Juste avant sa confluence, il franchit sur quelques centaines de mètres une crête rocheuse formée de quartzites. Il y a creusé, sur le territoire de la commune de Bon Repos sur Blavet, l'imposant canyon des Gorges du Daoulas, qui se situe au nord du lac de Guerlédan et du canal de Nantes à Brest. Ce canyon s'insère dans le dispositif longitudinal des crêtes appalachiennes armoricaines, d'orientation préférentielle N 110°, qui entaillent le flanc nord du l'anticlinal briovérien de la forêt de Quénécan (appelé aussi l'anticlinal des Forges des Salles) constitué de schistes ardoisiers et quartzites de l'ordovicien (connues sous le terme de grès armoricain).
Le Daoulas et ses gorges forment une cluse vive qui traverse deux crêtes. Le méandre au niveau des gorges « montre, sur sa rive concave occidentale, presque au sommet du versant, ce qui paraît bien être la trace d'une de niche de nivation, pendant que des éboulis et des chaos de blocs, sur la rive gauche, analogues à ceux du versant droit de la vallée du Blavet en forêt de Quénécan, témoignent également d'une morphologie périglaciaire ». Le creusement de cette cluse par antécédence résulte probablement de l'influence de la structure faillée sur le réseau hydrographique.

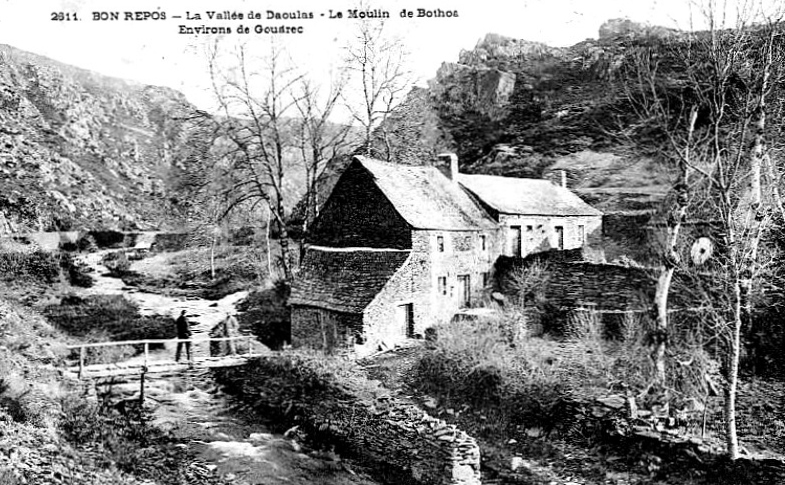
Saint-Gelven : le moulin de Bothoa dans les gorges du Daoulas vers 1920 (carte postale).

## Affluents
Le SANDRE recense 7 affluents du Daoulas d'une longueur égale  ou supérieure à 1 km. Le principal affluent du Daoulas est le ruisseau de Kermabbihan, dont le cours est long de 6,21 km.

## Les Gorges du Daoulas au début duXXesiècle

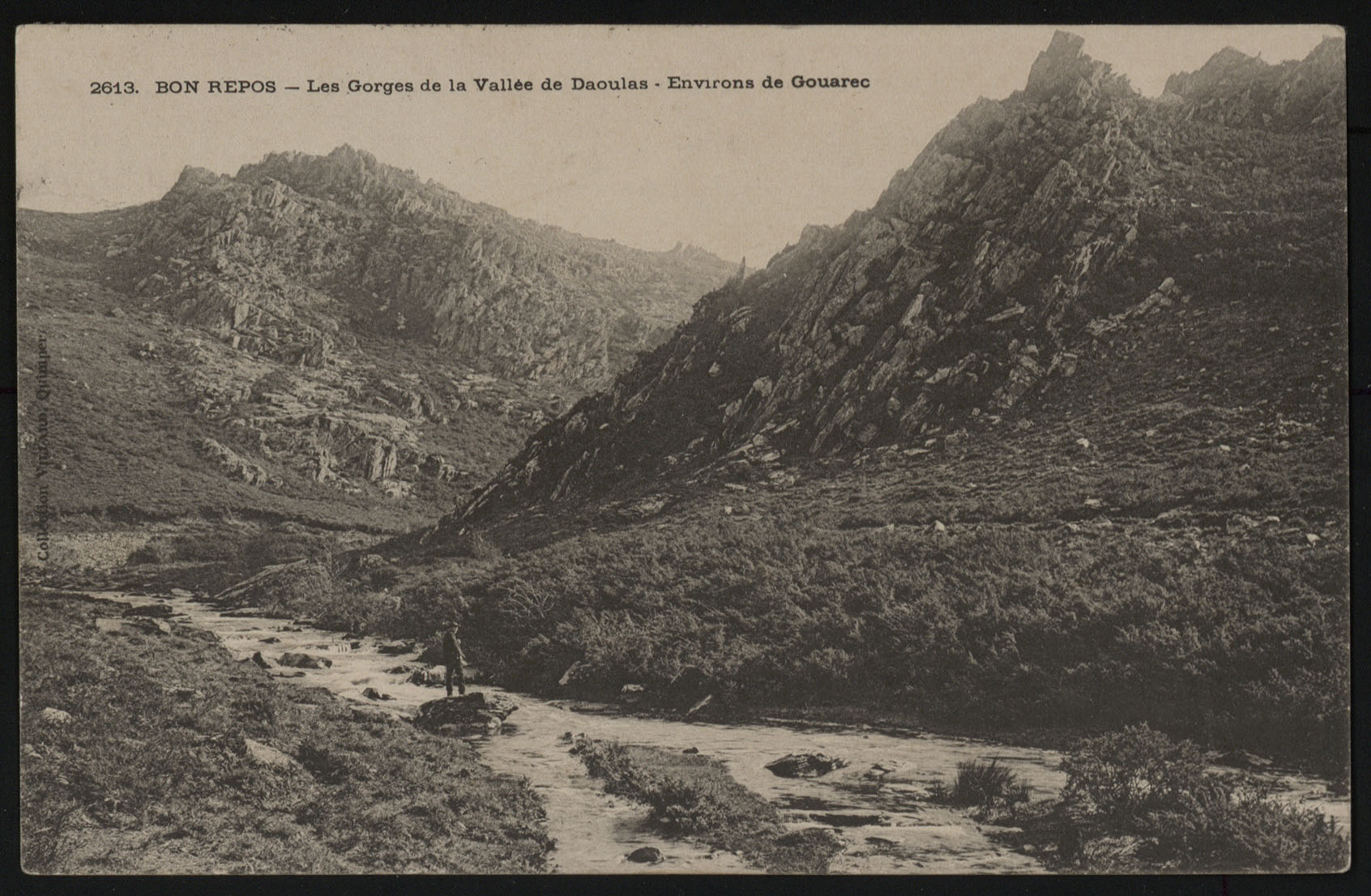
Les Gorges du Daoulas (carte postale Villard, vers 1905).
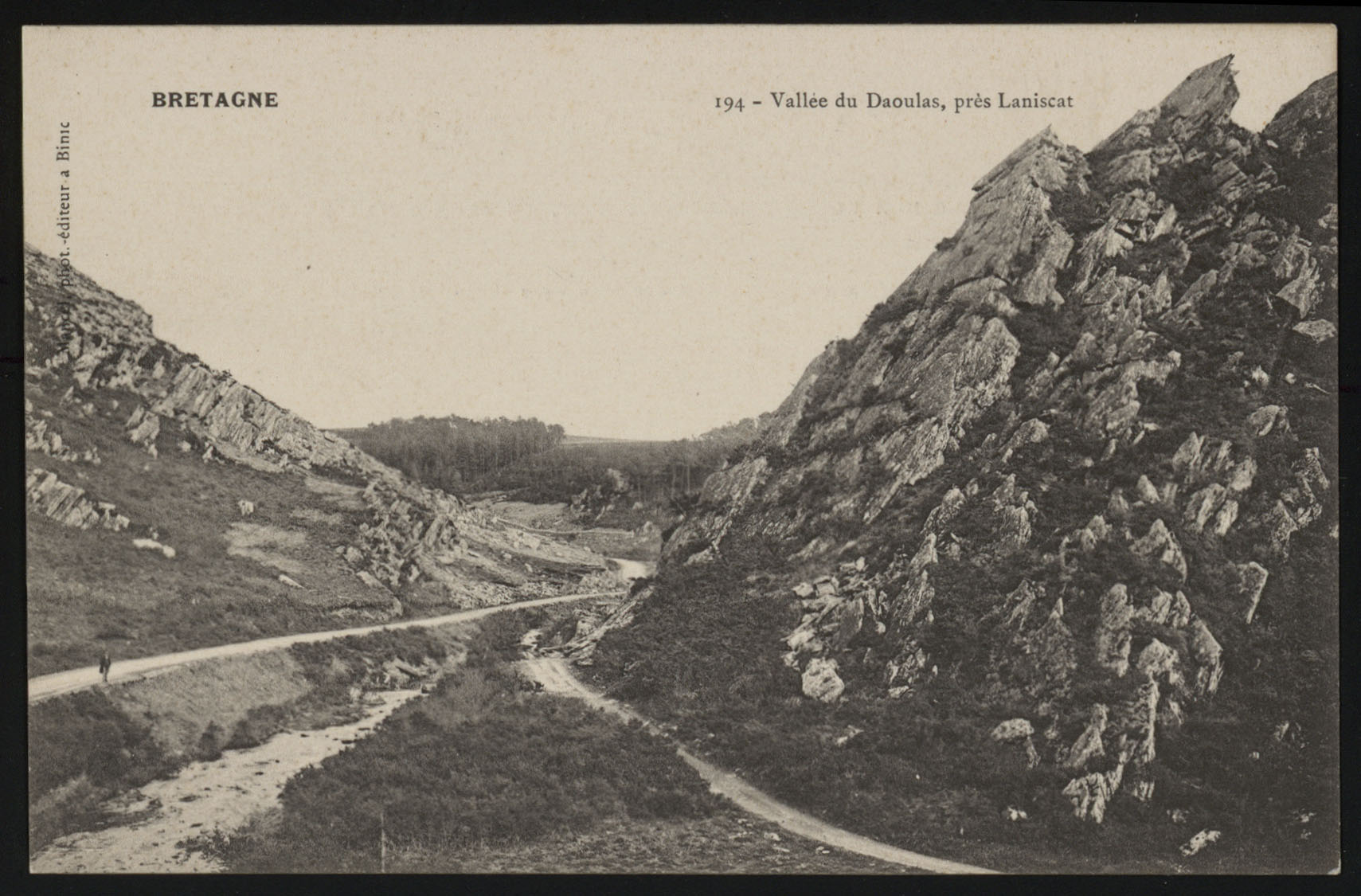
Les Gorges du Daoulas (carte postale Mancel, vers 1905).
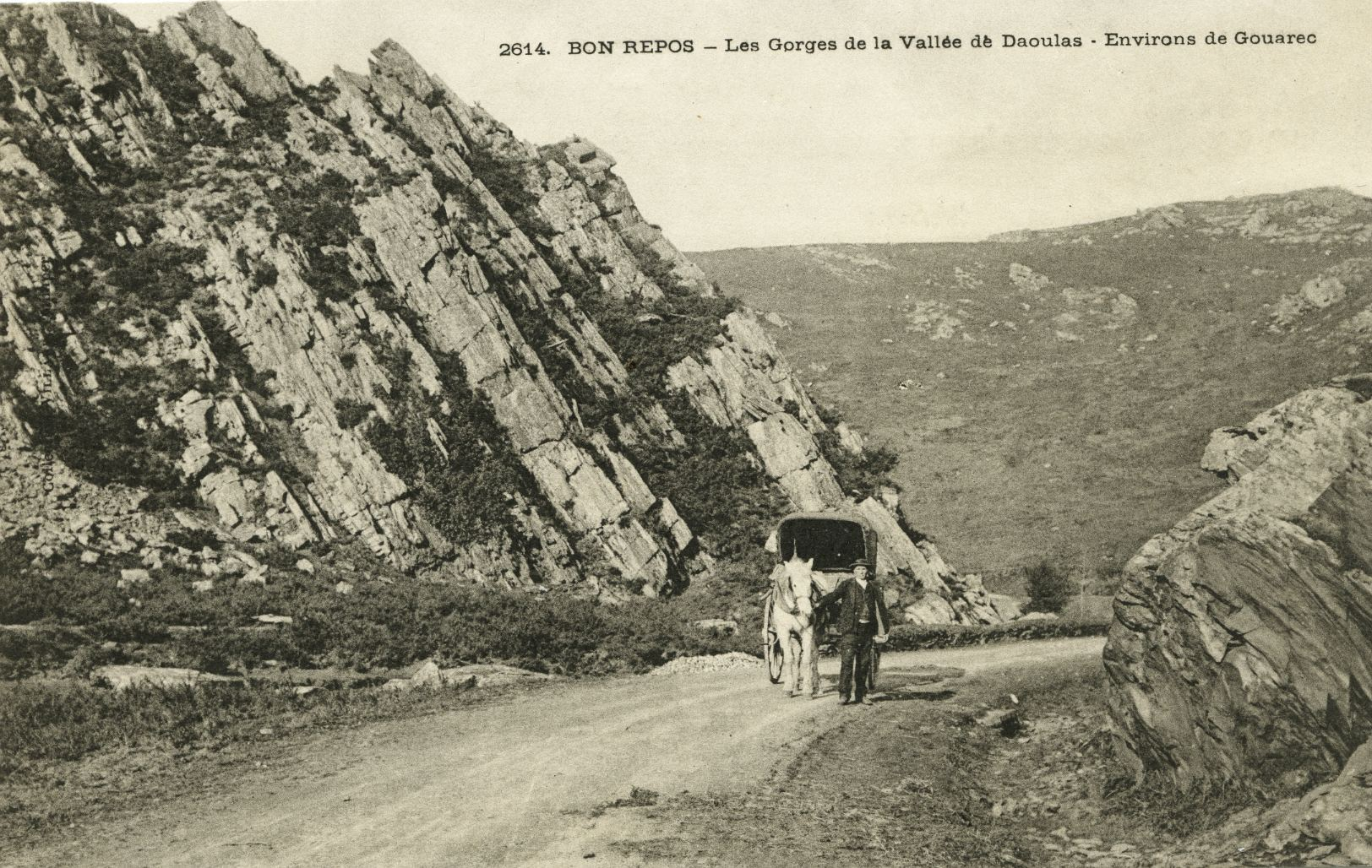
Les Gorges du Daoulas (carte postale Villard, vers 1905).